# The Golden Foretaste of Heaven
The Golden Foretaste of Heaven – dziesiąty album studyjny niemieckiego muzyka Aleca Empire, wydany 28 listopada 2007 roku w Japonii i 18 stycznia 2008 roku w Europie przez - po raz pierwszy w karierze muzyka - wytwórnię płytową Eat Your Heart Out Records.

## Lista utworów
1. "New Man" - 3:48
2. "If You Live or Die" - 3:44
3. "ICE (As If She Could Steal a Piece of My Glamour)" - 4:00
4. "1000 Eyes" - 7:18
5. "Down Satan Down" (Dub) - 3:30
6. "On Fire" (The Hellish Vortex Sessions) - 4:29
7. "Robot L.O.V.E." - 3:48
8. "Death Trap in 3D" - 3:21
9. "Bug on My Windshield" - 3:47
10. "No/Why/New York" - 4:19

Wydanie japońskie
1. "ICE" (Dub)
2. "Naginita"

Utwory bonusowe na digitalhardcore.com
1. "No/Why/New York" (Eat Your Heart Out Minimal Remix) (również utwór bonusowy na Beatport)
2. "Robot L.O.V.E." (na żywo w Kolonii 10/2007) (również utwór bonusowy na Spotify)
3. "EYHO Beats" (również utwór bonusowy na iTunes)